# Secubun
Secubun (japonsky 節分) je svátek, který se v Japonsku slaví den před začátkem jara, tedy 3. února. Název se dá přeložit jako „přelom ročních dob“. Jedná se o druh Silvestra; svátek je doprovázen podobnými rituály jako japonský Nový rok a také ukončuje dané časové období. Rituály mají očistit duši od všeho zla z předchozího roku a odehnat od člověka nemoci a zlé duchy. Všechny tyto očisty se dohromady nazývají mamemaki. Secubun má kořeny v čínských lidových tradicích a do Japonska se dostal v 8. století.

## Mamemaki
Rituály mamemaki se při svátku začaly vykonávat v období Muromači (1336 až 1573). Hlavní část obvykle vykonává nejvýše postavený muž v domě. Ten hází pečené sójové boby buď na všechny dveře v domě, nebo na muže, který má nasazenou masku Oniho (zlobra, nebo démona). Ostatní členové domácnosti při tom volají: „Démoni ven! Štěstí sem!“ a práskají dveřmi. Potom každý sní alespoň pár sójových bobů, Japonci věří, že čím víc jich v tento den snědí, tím vyššího věku se dožijí.
Část mamemaki má v západní kultuře obdobu, a sice házení rýže na novomanželský pár.

## Další zvyky
Svátek Secubun se slaví v buddhistických chrámech a šintoistických svatyních po celém Japonsku. Kněží a vybraní účastníci chodí po chrámech a rozhazují pečené sójové boby (někdy zabalené do zlaté, nebo stříbrné fólie), malé obálky s penězi, sladkosti, bonbóny a další drobnosti. Do některých svatyní se záměrně zvou hlavně celebrity a sumo zápasníci; tyto slavnosti jsou vysílány v televizi. V chrámu Sensō-ji nedaleko Tokia se každoročně na slavnosti sejde téměř 100 000 lidí.

## Dřívější zvyky
Nový rok se považuje za dobu, kdy se duchové přibližují ke světu lidí. Proto se musí provádět mamemaki, aby se odehnali zlí duchové, kteří by se mohli usadit v domácnosti a působit neštěstí. Již zaniklé zvyky zahrnovaly rituální tance a nošení nástrojů na obdělávání půdy a výkon řemesel do domu, i když se jindy nechávaly venku, to aby je duchové nezakleli.
Protože se svátek Secubun bral jako doba mimo běžný čas, lidé si často vyměňovali role. Mladé dívky si vytvářely na hlavách účesy typické pro starší ženy a oblékaly se do šatů vdaných žen, starší dámy si naopak vlasy rozpouštěly a nosily šaty mladých děvčat. Občas se šaty vyměňovaly nejen mezi generacemi, ale i mezi pohlavími. Tento zvyk je stále praktikován mezi gejšami a jejich klienty.
Potulní baviči, kterým se Japonci celý rok vyhýbali coby tulákům, byli o svátku Secubun vítáni. Před celými vesnicemi měli předvádět různé kousky. Lidé doufali, že duchové spíše postihnou tuláky než spořádané občany a potulní komedianti s sebou duchy odnesou z města.